# La Mouche
La Mouche är en kommun i departementet Manche i regionen Normandie i norra Frankrike. Kommunen ligger i kantonen La Haye-Pesnel som tillhör arrondissementet Avranches. År 2022 hade La Mouche 246 invånare.

## Befolkningsutveckling
Antalet invånare i kommunen La Mouche
| Referens: INSEE |